# Siphosturmia pollinosus
Siphosturmia pollinosus är en tvåvingeart som beskrevs av Townsend 1912. Siphosturmia pollinosus ingår i släktet Siphosturmia och familjen parasitflugor.
Artens utbredningsområde är Peru. Inga underarter finns listade i Catalogue of Life.